# Eslô Marques
Eslovênia Marques de Lima (João Pessoa, 17 de noviembre de 1996), más conocida como Eslô Marques, es una modelo brasileña.

## Biografía
Eslôvenia Marques nació el 17 de noviembre de 1996 en João Pessoa, Paraíba. Es la hija de Kilma Marques. Ganó el concurso de belleza Miss Pernambuco 2018 y estuvo en el TOP 10 de Miss Brasil 2018.
En 2022, participar en la vigésima ségunda versión brasileña del reality show Big Brother Brasil (BBB).

## Filmografía

### Televisión
| Año  | Título             | Rol                      | Notas                   |
| ---- | ------------------ | ------------------------ | ----------------------- |
| 2022 | Big Brother Brasil | Ella misma / Competidora | Temporada 22: 10º lugar |